# Lychnographa
Lychnographa är ett släkte av fjärilar. Lychnographa ingår i familjen mätare.
Kladogram enligt Catalogue of Life:
| Lychnographa | \| \| Lychnographa agaura \| \| \| \| \| \| Lychnographa heroica \| \| \| \| |
|              | \| \| Lychnographa agaura \| \| \| \| \| \| Lychnographa heroica \| \| \| \| |
|              | Lychnographa agaura                                                          |
|              |                                                                              |
|              | Lychnographa heroica                                                         |
|              |                                                                              |